# Blacus masoni
Blacus masoni är en stekelart som beskrevs av Van Achterberg 1976. Blacus masoni ingår i släktet Blacus, och familjen bracksteklar. Inga underarter finns listade.